# ゲーリー・スティーヴンス (1963年生のサッカー選手)

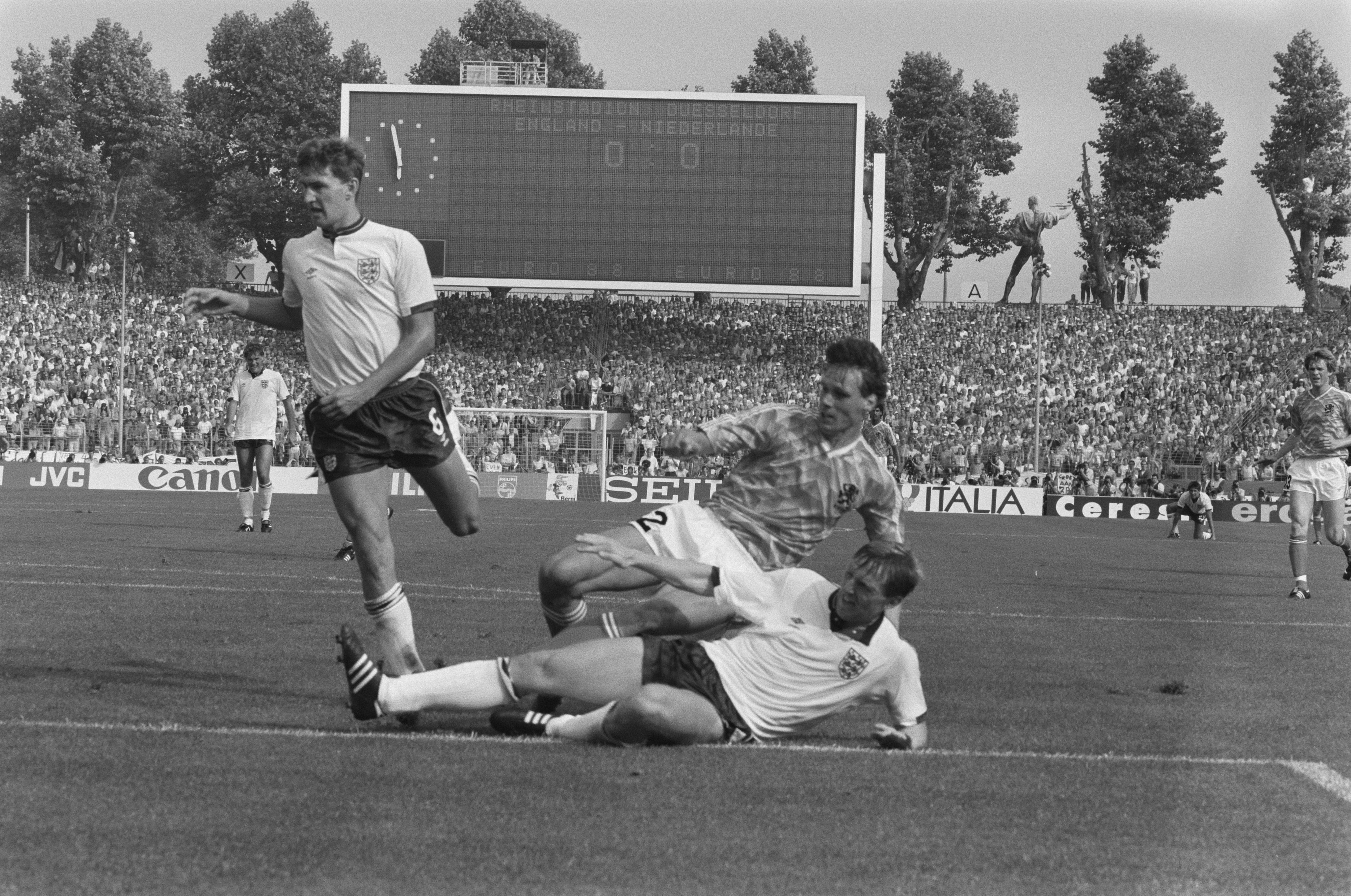
ゲーリー・スティーヴンス (1963年生のサッカー選手)

ゲーリー・スティーヴンス（Gary Stevens、1963年3月27日 - ）は、イングランド出身の元イングランド代表サッカー選手。選手時代のポジションはDF。FIFAワールドカップにも2回（1986年、1990年）連続で右サイドバックとして出場した。

## 個人成績

### 代表での成績
出典
| イングランド代表 | 国際Aマッチ | 国際Aマッチ |
| 年               | 出場        | 得点        |
| ---------------- | ----------- | ----------- |
| 1985             | 5           | 0           |
| 1986             | 9           | 0           |
| 1987             | 4           | 0           |
| 1988             | 10          | 0           |
| 1989             | 8           | 0           |
| 1990             | 5           | 0           |
| 1991             | 1           | 0           |
| 1992             | 4           | 0           |
| 通算             | 46          | 0           |